# Protva Valles
Le Protva Valles sono una struttura geologica della superficie di Marte.